# Варгас, Джей Р.
Джей Р. Варгас (29 июля 1938) – полковник в отставке Корпуса морской пехоты США, участник Вьетнамской войны. В 1968 году удостоился медали Почёта.
Варгас один из четверых братьев, служащих в ВС США, участвовавших в боях в ходе военных конфликтов – Второй мировой, Корейской и Вьетнамской войне.

## Биография
Варгас посещал хай-скул в своём родном городе г. Уинслоу, штат Аризона. В 1962 году окончил университет Северной Аризоны со степенью бакалавра по образованию. Закончил международный университет в Сан-Диего, штат Калифорния с почётной степенью магистра искусств.
По завершении базовой школы корпуса морской пехоты в Куантико, штат Виргиния в июне 1963 Варгас был зачислен в первый батальон пятого полка первой дивизии морской пехоты. За свои действия в битве у Дайдо, Республика Вьетнам в 1968 году в звании капитана Варгас удостоился медали Почёта, вручённой президентом Никсоном в мае 1970 года на церемонии в Белом доме. Также Варгас окончил школу механизированного десанта, командно-штабной колледж в Куантико, штат Виргиния и Национальный военный колледж в г. Вашингтон
Варгас служил командиром стрелкового и оружейного взвода, старшим офицером стрелковой роты, три раза служил командиром роты (два из них в бою), оперативный офицером (S-3) штаба, командиром сборных пунктов рекрутов, инструктором школы штабного планирования LFTCPAC, командиром штабной роты третьей дивизии морской пехоты, командиром и старшим офицером третьего разведывательного батальона третьей дивизии морской пехоты, командиром седьмого полка морской пехоты на базе Кэмп-Пендлтон с 10 августа 1984 по 29 мая 1986 года, адъютантом заместителя командующего сил морской пехоты Тихоокеанского флота, инструктором морской пехоты курса подготовки офицеров резерва университета Нью-Мексико, главой оперативного отдела главного штаба морской пехоты г. Вашингтон, помощником начальника штаба G-4 первого отряда механизированного десанта.     
После почти 30 лет службы Варгас ушёл из морской пехоты в 1992 года в звании полковника.
После выходе в отставку Варгас, республиканец, служил секретарём калифорнийского управления по делам ветеранов с 1993 по 1998 годы. 9 июля 2001 г. министр по делам ветеранов Энтони Дж. Принципи назначил его региональным представителем по связям с ветеранами в министерстве по делам ветеранов США. Он занимал эту должность до января 2009 года.
Джей Варгас, американец мексиканского происхождения, один из четырёх братьев, служивших в вооружённых силах США во время войны. Как и Варгас, каждый из его братьев является награждённым ветераном,  — Анджело сражался на Иводзиме во время Второй мировой войны; Фрэнк воевал на Окинаве во время Второй мировой войны; а Джозеф участвовал в Корейской войне. В честь своей матери Варгас выгравировал её имя на своей медали Почёта. Она умерла до того, как он получил медаль Почёта; он попросил, чтобы её имя было выгравировано на медали и добавлено в списки. Таким образом, фактическим зарегистрированным получателем этой Почетной медали является «ВАРГАС, М. Сандо».

## Военные награды
|  |                                          |                            |
|  |                                          |                            |
|  |                                          | Бронзовая звезда за службу |
|  | Серебряная звезда повторного награждения |                            |

| 1st Row | Медаль Почёта                                                                          | Медаль Почёта                                                                          | Медаль Почёта                                                                          | Медаль Почёта                                                                          | Медаль Почёта                                                                       | Медаль Почёта                                                                       | Медаль Почёта                                                                       | Медаль Почёта                                                                       | Медаль Почёта                                                                             | Медаль Почёта                                                                             | Медаль Почёта                                                                             | Медаль Почёта                                                                             |
| 2nd Row | Серебряная звезда                                                                      | Серебряная звезда                                                                      | Серебряная звезда                                                                      | Серебряная звезда                                                                      | Пурпурное сердце с четырьмя 5/16 дюймовыми золотыми звёздами повторного награждения | Пурпурное сердце с четырьмя 5/16 дюймовыми золотыми звёздами повторного награждения | Пурпурное сердце с четырьмя 5/16 дюймовыми золотыми звёздами повторного награждения | Пурпурное сердце с четырьмя 5/16 дюймовыми золотыми звёздами повторного награждения | Медаль «За похвальную службу»                                                             | Медаль «За похвальную службу»                                                             | Медаль «За похвальную службу»                                                             | Медаль «За похвальную службу»                                                             |
| 3rd Row | Боевая ленточка                                                                        | Боевая ленточка                                                                        | Боевая ленточка                                                                        | Боевая ленточка                                                                        | Благодарность части Военно-морского флота                                           | Благодарность части Военно-морского флота                                           | Благодарность части Военно-морского флота                                           | Благодарность части Военно-морского флота                                           | Медаль «За службу национальной обороне» с одной 3/16 дюймовой бронзовой звездой за службу | Медаль «За службу национальной обороне» с одной 3/16 дюймовой бронзовой звездой за службу | Медаль «За службу национальной обороне» с одной 3/16 дюймовой бронзовой звездой за службу | Медаль «За службу национальной обороне» с одной 3/16 дюймовой бронзовой звездой за службу |
| 4th Row | Медаль «За службу во Вьетнаме» с четырьмя 3/16 дюймовыми бронзовыми звёздами за службу | Медаль «За службу во Вьетнаме» с четырьмя 3/16 дюймовыми бронзовыми звёздами за службу | Медаль «За службу во Вьетнаме» с четырьмя 3/16 дюймовыми бронзовыми звёздами за службу | Медаль «За службу во Вьетнаме» с четырьмя 3/16 дюймовыми бронзовыми звёздами за службу | Крест «За храбрость» с серебряной звездой и пальмовым листом                        | Крест «За храбрость» с серебряной звездой и пальмовым листом                        | Крест «За храбрость» с серебряной звездой и пальмовым листом                        | Крест «За храбрость» с серебряной звездой и пальмовым листом                        | Медаль «За кампанию во Вьетнаме» с пряжкой «1960-»                                        | Медаль «За кампанию во Вьетнаме» с пряжкой «1960-»                                        | Медаль «За кампанию во Вьетнаме» с пряжкой «1960-»                                        | Медаль «За кампанию во Вьетнаме» с пряжкой «1960-»                                        |

## Наградная запись к медали Почёта
Президент Соединённых штатов от имени Конгресса берёт на себя честь вручить МЕДАЛЬ ПОЧЁТА 
МАЙОРУ ДЖЕЮ Р. ВАРГАСУ
КОРПУС МОРСКОЙ ПЕХОТЫ СОЕДИНЁННЫХ ШТАТОВ
За службу описанную в нижеследующей цитате.
За выдающуюся храбрость и отвагу, проявленные с риском для жизни при выполнении  и перевыполнении долга службы, на посту командира роты G второго батальона четвёртого полка морской пехоты, девятой механизированной бригады морской пехоты в бою против вражеских сил в Республике Вьетнам с 30 апреля по 2 мая 1968. 1 мая 1968 года страдая от ран, которые он получил накануне при перемещении его части под плотным вражеским огнём Майор (тогда капитан) Варгас объединил роту G с двумя другими ротами и повёл своих людей в атаку на укреплённую вражескую деревню у Дайдо. Продемонстрировав командование на уровне эксперта он провёл своих морских пехотинцев через 700 м по открытому рисовому полю под интенсивным сражеским миномётным, ракетным и артиллерийским обстрелом закрепился в двух живых изгородях по периметру противника, однако части его роты оказались скованными плотным огнем противника. Майор Варгас возглавил резервный взвод и повёл его на помощь оказавшимся в осаде людям. Он вдохновил своих людей на новую непреклонную атаку, в ходе которой было уничтожено несколько вражеских бункеров. Получив новое ранение осколками гранаты он отказался от помощи и двинулся в насыщенную опасностями область, чтобы организовать мощный оборонительный периметр на окраинах деревни. Вскоре после выполнения своей цели противник предпринял серию контратак и попыток, продлившихся остаток ночи. Все они разбились о стойкость храбрых защитников из роты G, удерживающих с таким трудом завоёванную позицию. Получив подкрепление на следующее утро морские пехотинцы предприняли наступление от деревни Дайдо к деревне Диньто, на что противник ответил массированной контратакой, что вылилось в рукопашный бой. Майор Варгас оставался на открытом месте, ободряя своих людей и оказывая им помощь, пока не получил третье ранение в ходе этой трёхдневной битве. Заметив, что командир его батальона серьёзно ранен, он, невзирая на мучительную боль, пересёк простреливаемую область и отнёс командира к прикрытой позиции, затем продолжил ободрять и надзирать над людьми, одновременно помогая в организации обороны периметра батальона. Своими храбрыми действиями он поддержал высочайшие традиции Корпуса морской пехоты и Военно-морской службы Соединённых штатов.  
ПОДП/ РИЧАРД М. НИКСОН
Оригинальный текст (англ.)
The President of the United States in the name of The Congress takes pleasure in presenting the MEDAL OF HONOR to

MAJOR JAY R. VARGAS
UNITED STATES MARINE CORPS
for service as set forth in the following CITATION:
For conspicuous gallantry and  intrepidity at the risk of his life above and beyond the call of duty while serving as Commanding Officer, Company G, Second Battalion, Fourth Marines, Ninth Marine Amphibious Brigade in action against enemy forces in the Republic of Vietnam from 30 April to 2 May 1968.  On 1 May 1968, though suffering from wounds he had incurred while relocating his  unit under heavy enemy fire the preceding day, Major (then Captain) Vargas combined Company G with two other companies and led his men in an attack on the fortified village of Dai Do.  Exercising expert leadership, he maneuvered his Marines across 700 meters of open rice paddy while under intense enemy mortar, rocket and artillery fire and obtained a foothold in two hedgerows on the enemy perimeter, only to have elements of his company become pinned down by the intense enemy fire.  Leading his reserve platoon to the aid of his beleaguered men, Major Vargas inspired his men to renew their relentless advance, while destroying a number of enemy bunkers.  Again wounded by grenade fragments, he refused aid as he moved about the hazardous area reorganizing his unit into a strong defense perimeter at the edge of the village.  Shortly after the objective was secured, the enemy commenced a series of counterattacks and probes which lasted throughout the night but were unsuccessful as the gallant defenders of Company G stood firm in their hard-won enclave.  Reinforced the following morning, the Marines launched a renewed assault through Dai Do on the village of Dinh To, to which the enemy retaliated with a massive counterattack resulting in hand-to-hand combat. Major Vargas remained in the open, encouraging and rendering assistance to his Marines when he was hit for the third time in the three-day battle.  Observing his battalion commander sustain a serious wound, he disregarded his excruciating pain, crossed the fire-swept area and carried his commander to a covered position, then resumed supervising and encouraging his men simultaneously assisting in organizing the battalion's perimeter defense.  His gallant actions uphold the highest traditions of the Marines Corps and the United States Naval Service.
/S/ RICHARD M. NIXON